# 2006 RH120
2006 RH120 és un petit asteroide proper a la Terra amb un diàmetre de 2 a 3 metres que orbita el Sol, no obstant això, periòdicament s'apropa al sistema Terra-Lluna aproximadament cada vint anys, amb la qual cosa pot entrar temporalment en l'òrbita terrestre a través de la captura de satèl·lit temporal (TSC). Recentment, va estar en l'òrbita terrestre entre setembre de 2006 i juny de 2007.
Durant el període en el qual va ser designat com a planetoide, fins al 18 de febrer de 2008, l'objecte era conegut com a 6R10DB9, un nombre d'identificació intern assignat pel Catalina Sky Survey.

## Descobriment
El 2006 RH120 va ser descobert el 14 de setembre de 2006 per la càmera Schmidt de 27 polzades (690 mm) del Catalina Sky Survey a Arizona. 6R10DB9 va ser la denominació que el propi Catalina Sky Survey va designar per a aquest objecte al moment del seu descobriment, denominació que en general només es fa servir a la pàgina de confirmació de NEOs (NEOCP, de les seves sigla en anglès Near-Earth object Confirmation Page) del Minor Planet Center fins que s'apliqui una designació de la Unió Astronòmica Internacional, si l'objecte anés classificat com un objecte menor. Va ser agregat el 14 de setembre a la llista NEOCP i posteriorment eliminat amb l'explicació que "no era un planeta menor". Càlculs orbitals preliminars van indicar que va ser capturat per la gravetat de la Terra des de l'òrbita solar per un període d'uns 11 mesos, de manera similar a la de molts coets gastats que daten del programa Apollo de la dècada de 1960 i principis de 1970. El «6R10DB» va passar a denominar-se com «2006 RH120» el 18 de febrer de 2008.